# Essen (Belgio)
Essen è un comune belga di 17 143 abitanti nelle Fiandre (Provincia di Anversa).
|  |  |